# Jean Ambroise Baston de Lariboisière
Jean Ambroise Baston de Lariboisière, Conde de Lariboisière, foi um general de artilharia do Primeiro Império Francês. Combateu nas Guerras revolucionárias francesas e nas Guerras Napoleónicas, e morreu de exaustão, em Königsberg, na Prússia Oriental, a 21 de Dezembro de 1812, durante a retirada do Grande Armée após a Campanha da Rússia.
Excelente organizador e homem táctico, Baston de Lariboisière depressa subiu na hierarquia militar no ramo de artilharia, tendo sido o responsável pela organização e logística deste ramo durante o início das Guerras da Primeira Coligação em 1793–1794. Também coordenou os cercos à Fortaleza de Mainz, Ulm e Danzig, entre outros. Para além de comandar a artilharia, também liderou a infantaria, apoiando o Corpo de Laurent Saint-Cyr's no norte de Itália na campanha de 1799.
O comando da artilharia durante a Batalha de Austerlitz resultou na destruição do gelo que cobria o lago por onde as forças russas fugiram. A colocação das peças de artilharia durante a Batalha de Borodino deu vantagem táctica aos franceses no ataque às linhas russas. A artilharia de Lariboisière também assegurou a cobertura da retaguarda francesa na sua retirada de Beresina. Um dos seus filhos sobreviveu às guerras e a família fundou o Hospital Lariboisière em Paris.